# Друштво с ограниченом одговорношћу
Друштво с ограниченом одговорношћу (д. о. о.) је врста предузећа у облику привредног друштва које оснива једно или више правних и/или физичких лица, у својству чланова друштва, ради обављања одређене привредне делатности под заједничким пословним именом и које за обавезе је по старим законима одговарало само оснивачким улогом, а по новим и имовином оснивача у већини случајева. Д. О. О. се сматра друштвом капитала, а има и неке карактеристике друштва лица Друштво с ограниченом одговорношћу је друштво капитала које се најчешће бира приликом организовања малих и средњих предузећа. Оно представља прелазни облик између ортаклука и акционарског друштва.
Предност овог облика организовања је знатно мањи ниво формалности процедура и унутрашње организације у функционисању друштва у односу на акционарско друштво.

## Чланови
Друштва са ограниченом одговорношћу оснивају правна и физичка лица улагањем својих новчаних или неновчаних средстава ради обављања заједничке делатности и ради остваривања профита. Улози чланова представљају почетни капитал.
Управљачка права у друштву сразмерна су висини улога чланова. Чланови друштва одговарају за обавезе друштва само до висине својих улога, а не и сопственом приватном имовином. Уделима чланова може да се тргује, али обично постоје ограничења као што је предност осталих чланова пред другим купцима и слично. Уделима се не тргује на берзи.

## Удели у друштву са ограниченом одговорношћу
Сваки оснивач друштва са ограниченом одговорношћу има само један улог, који не мора бити исте вредности са улозима других оснивача; тј. улози се улажу у складу са оснивачким актом. Сразмерно свом улогу, чланови друштва имају одређена имовинска и управљачка права у друштву. Право које оснивач, односно члан стиче на основу свог улога у друштву јесте удео.
Члан друштва са ограниченом одговорношћу може имати само један улог у основном капиталу и један удео у друштву. Додатни улог члана, не повећава број, већ само обим постојећег улога и удела. У случају да члан удела стекне један или више удела, ти удели се спајају са постојећим уделом и заједно чине један удео.
Удео може припадати једном лицу или већем броју лица. У случају да су имаоци удела два или више лица, сматрају се сувласницима. Сувласници се сматрају једним чланом друштва, а у књигу удела се уписује пуно име и адреса сваког сувласника удела. Удели у друштву са ограниченом одговорношћу нису хартије од вредности, удео је само правни израз права члана друштва, као улагача у друштво. Удели друштва са ограниченом одговорношћу не могу се стицати, нити се њима може располагати упућивањем јавне понуде.
Сваки члан друштва добија од друштва са ограниченом одговорношћу потврду, која је доказ чланства и његовог удела, осим ако оснивачким актом није друкчије одређено. По Закону о привредним друштвима, сопственим уделом друштва са ограниченом одговорношћу сматра се удео који друштво стекне од својих чланова. Ови удели се не могу уписивати преко трећег лица које их стиче за рачун друштва.

### Извори права
Извори права за ДОО су Закон о привредним друштвима и Закон о регистрацији привредних субјеката.

### Предности
Неке од предности ДОО-а су:
1. ограничена одговорност за све чланове што значи да сви чланови одговарају само до висине свог улога[1]
2. флексибилност управљања - власници сами формирају управљачку структуру друштва. Код овог друштва његови чланови учествују у управљању, међутим руковођење могу поверити појединцу, одбору или већини власника.[1]
3. друштво плаћа мање порезе[1]

### Недостаци
Неки од недостатака друштва са ограниченом одговорношћу су:
1. оснивање овог друштва је скупо[7]
2. скупе су било какве промене у смислу адресе, нове делатности...
3. ограничено је преношење власничких удела. Пренос удела је ограничено правом прече куповине друштва и чланова[7]

### Поступак оснивања
Оснивање ДОО започиње подношењем регистрационе пријаве Агенцији за привредне регистре. Уз пријаву поднету у прописаном обрасцу неопходно је доставити законом прописану документацију и доказ о уплати надокнаде у износу од 3 600 динара за регистрацију на рачун агенције. Максималан број чланова друштва је ограничен на 50. Оснивачи друштва су истовремено и чланови друштва, док лица која доцније ступају у друштво имају правни положај чланова друштва, а не оснивача.

#### Доказ о идентитету оснивача
Потребно је приложити фото-копију личне карте или пасоша за физичка лица или/и извод из регистра у којем је регистровано правно лице.

#### Оснивачки акт
ДОО се оснива одлуком о оснивању ако је оснивач један члан, односно уговором о оснивању ако има више оснивача. Минималан обавезан садржај -оснивачког акта обухвата: означавање оснивача - чланова, пословно име и седиште, делатност, износ основног капитала и појединачних улога, као и начин и време уплате новчаних улога и опис и вредност неновчаних улога. Потписи оснивача друштва на оснивачком акту морају бити оверени.
Уговор о оснивању друштва могуће је изменити само сагласношћу свих чланова друштва (оснивача и доцнијих чланова), ако овим уговором није друкчије одређено.

#### Новчани улог
Треба доставити и потврду банке о уплати прописаног новчаног улога или оверену изјаву оснивача да је новчани улог обезбеђен. Пре регистрације неопходно је уплатити на привремени рачун код овлашћене банке најмање 50% новчаног удела сваког члана, а остатак треба уплатити у року од две године од дана регистрације. Новчани улог мора износити најмање петсто евра у динарској противвредности.

#### Уговор чланова друштва
ДОО, поред оснивачког акта, може имати и уговор чланова друштва. Уговор чланова друштва доносе оснивачи друштва и његово правно дејство се производи даном потписивања од стране свих оснивача. Овај уговор се сачињава у писаној форми и уређује управљање и пословање друштва. Уговор мора садржати и споразум о вредности неновчаних улога.

#### Одлука о заступнику
Заступник може бити именован у оснивачком акту, али то се не препоручује због тога што евентуална каснија промена заступника захтева сазивање скупштине и веома скупу и сложену процедуру. Уз одлуку о заступнику треба доставити и његов оверен потпис.

#### Упис у регистар
Након спровођења претходних правних радњи и сачињавања конститутивног акта са пратећим документима врши се упис у привредни регистар, чиме ово друштво стиче субјективитет.Društvo dobija matični broj pod kojim se vodi u registru. Društvo je dužno da podnese prijavu za registraciju i dobijanje PIB-a poreskoj upravi prema mestu sedišta u roku od pet dana od dana upisa u registar.

### Оснивачки улог
Основни капитал ДОО-а формира се од улога чланова, а доцније модалитетима повећања. Улози могу бити у новцу; и неновчани: у стварима, правима и извршеном раду и услугама. При повећању основног капитала може доћи до измене чланског састава друштва. Обавезна је регистрација повећања и смањења основног капитала овог друштва по правилу једном годишње, након одржавања скупштине чланова друштва.

#### Појам удела
Удели су чланска права која се стичу на основу улога у друштво. Закон о прописује чврст принцип један удео један члан, који важи и при стицању нових удела или преносу дела удела. Удели могу, али не морају, бити једнаке вредности, с тим што се оснивачким актом одређује колики улог даје право на један глас.

#### Књига удела
Закон прописује обавезу вођења књиге удела друштва. Нико ко није уписан у књигу удела не може се сматрати чланом друштва, те и не може остваривати чланска права. Пренос удела према трећим лицима (савесно) има дејство од тренутка уписа преноса у регистар.

#### Сувласништво удела
На једном уделу може постојати и власништво више лица – сувласника удела, која се према друштву сматрају једним чланом. Сувласници удела солидарно су одговорни према друштву у вези са преузетим обавезама.

#### Повлачење и поништење удела
Закон даје могућност повлачења удела члана друштва од стране друштва.

#### Пренос удела
Пренос удела члана друштва другим члановима или друштву је слободан, уз могућност да се оснивачким актом или уговором чланова утврде одређена ограничења.
Пренос удела трећем лицу не мења ништа у имовини друштва, већ само лице на које је извршен пренос ступа у правни положај члана који му је пренео удео. Удео се преноси у целости.

### Органи ДОО
Закон прописује да ДОО мора имати скупштину чланова и директора или управни одбор, док је постојање надзорних тела факултативно.

#### Скупштина чланова
Највиши орган управљања ДОО-ом је скупштина коју чине сви чланови друштва. У једночланом друштву овлашћења скупштине врши тај члан или од њега овлашћено лице. Закон обавезује на сачињавање записника по доношењу одлука и њихов упис у књигу одлука. Оснивачким актом или уговором чланова друштва уређују се само модалитети остваривања делокруга скупштине: 1) седница (физичка присутност или телеконференцијом) 2) писаним путем. Закон познаје две врсте скупштине:
- Редовна - годишња. Рок за одржавање редовне скупштине је шест месеци од завршетка пословне године.
- Ванредна - између годишњих седница. Захтев за њено сазивање директору или управном одбору могу поднети било који члан друштва или управног одбора било када. Овај захтев може, али не мора, значити сазивање скупштине. Ванредна скупштина мора бити сазвана од овлашћених сазивача.[1]

#### Директор/Управни одбор
ДОО одређује својим оснивачким актом да ли има директора или управни одбор. Најчешће директора имају мала, а управни одбор велика и средња предузећа. Директор или чланови управног одбора могу бити и чланови друштва и/или друга лица. Број чланова управног одбора ДОО-а одређује се оснивачким актом или уговором чланова друштва. Ако се овај број смањи током времена из било ког разлога, преостали чланови могу сами допунити тај број избором нових чланова (кооптација), ако им је скупштина делегирала такво овлашћење.

#### Надзорна тела
Оснивачким актом или уговором чланова друштва са ограниченом одговорношћу може се одредити да друштво:
- нема надзорна тела или
- има интерног ревизора или
- одбор ревизора

Одбор ревизора је колективно тело које се мора састојати од најмање три члана, док укупан број чланова мора бити непаран. Интерни ревизор или чланови одбора ревизора бирају се обавезно из редова независних лица.
Овлашћења надзорних тела спадају у домен контролне и надзорне функције законитости рада друштва и његових органа. Ова овлашћења су усмерена на ка информисању скупштине чланова друштва, која и на овај начин контролише и надзире рад управног одбора и директора.

### Заступање
Ако се друштво определи за управни одбор, тај орган има председника који је по закону заступник друштва, као и директор, а да ли ће и неки други члан управног одбора, или још и неко друго лице бити заступник друштва, да ли ће та лица заступати друштво колективно или појединачно одређено је оснивачким актом друштва, уписује се у регистар и објављује.
Прокура је законска форма овлашћења којим друштво овлашћује једно или више лица за закључивање правних послова и радњи у вези са делатношћу друштва. Прокура се даје у писаном облику, може бити дата искључиво физичком лицу и непреносива је.

### Управљање
Највиши орган управљања је скупштина чланова. Скупштина је орган власника и доноси стратешке одлуке. Управни одбор/директор их извршава и доноси оперативне одлуке.
Скупштина одлучује о:
- финансијским питањима, која обухватају усвајање годишњих финансијских извештаја и одлучивање о расподели добити, стицању сопствених удела, повећању и смањењу основног капитала)
- избору и разрешењу директора, чланова управног одбора и ревизора
- статусним променама
- нормативним питањима која обухватају измене оснивачког акта, уговора чланова и пословника скупштине[1]

Управни одбор/директор управља:
- организацијом пословања
- радно-правним односима
- вођењем и контролом финансија
- закључивањем уговора
- комуникацијом са државним органима[1]

## Основи престанка својства члана
Закон о привредним друштвима уређује најчешће разлоге престанка својства члана друштва (Закон о привредним друштвима, члан 186):
1. смрћу, ако је члан физичко лице, односно брисањем из одговарајућег регистра, ако је члан правно лице;
2. иступањем из друштва;
3. искључењем из друштва;
4. преносом целокупног удела;
5. повлачењем и поништењем целокупног удела[10].

Али то могу бити и други основи утврђени оснивачким актом или уговором чланова друштва.

## Право иступања и искључења
Иступање и искључење из друштва са ограниченом одговорношћу у већини правних система је врло ограничено, јер у том погледу ово друштво има значајне карактеристике друштва лица. У правима неких земаља за овакав престанак чланства потребна је судска одлука, како у случају искључења, тако и у случају иступања, док је према немачкој судској пракси, судска одлука потребна само приликом искључења, а приликом иступања није потребна, ако се са иступањем сагласе сви чланови друштва. У Француској, с обзиром на изостанак законског уређивања овог питања, суд суверено одлучује да ли су испуњени услови за ликвидацију друштва, односно искључење или иступање члана „из оправданих разлога“.
Оправдани разлози и за иступање и за искључење нису нужно везани за кривицу члана у питању, али је кривица битна за питање накнаде штете поводом искључења, односно иступања.
Право иступања члана друштва са ограниченом одговорношћу из друштва и право друштва на искључење члана из друштва не могу се унапред искључити, као што се не може искључити ни право друштва на накнаду штете по основу непрописног иступања из друштва, нити право члана друштва на накнаду штете по основу непрописног искључења.

## Иступање

### Иступање члана друштва без потраживања накнаде за удео
Члан друштва може у свако доба иступити из друштва, без навођења разлога за иступање, ако не захтева накнаду за свој удео.
Члан друштва не може иступити из друштва ако (Закон о привредним друштвима, члан 187):
1. има неизмирене обавезе према друштву по основу неуплаћеног односно неунетог улога у друштво или по основу додатних уплата,
2. би због тог иступања, друштво према редовном току ствари претрпело штету, или
3. би иступањем члан друштва избегао примену правила о поштовању посебних дужности према друштву[12].

### Иступање члана друштва из оправданог разлога
Члан друштва са ограниченом одговорношћу може иступити из друштва из оправданих разлога (Закон о привредним друштвима, члан 188):
1. ако му остали чланови друштва или само друштво одлуком својих органа проузрокују штету,
2. ако је спречен у остваривању својих права у друштву или
3. ако му чланови друштва или друштво намећу несразмерне обавезе и друго[11]

Оснивачким актом се могу предвидети и други оправдани разлози за иступање члана друштва, као и прописати поступак иступања и начин одређивања накнаде члану друштва који иступа.
Оснивачким актом не може се унапред искључити право члана друштва да захтева иступање из друштва из оправданог разлога, нити се члан друштва тог права може унапред одрећи.
Ако је спорно постојање оправданих разлога (то оспорава орган који изражава вољу друштва утврђен оснивачким актом или уговором чланова друштва - скупштина друштва или управни одбор друштва, али не и неки од чланова друштва), будући да за то има правни интерес, члан друштва који иступа из друштва може пред надлежним судом покренуту поступак за доказивање оправданости тог разлога (јер има право не само на накнаду тржишне вредности удела, већ и право на накнаду штете која му се тиме проузрокује). Ако не постоји оправдан разлог иступања члана друштва с ограниченом одговорношћу, што се у случају спора утврђује у прописаном поступку, друштво има право на накнаду штете коју му проузрокује члан друштва иступањем из друштва без оправданог разлога.

### Иступање из оправданог разлога по одлуци суда
Ако скупштина одбије захтев за иступање, односно препусти да о њему одлучи у року од 60 дана од дана пријема захтева, члан друштва може тужбом надлежном суду против друштва захтевати престанак својства члана друштва због постојања оправданог разлога и исплату накнаде за свој удео (Закон о привредним друштвима, члан 192).
Суд ће пресудом којом одређује престанак својства члана друштва, одредити и:
1. да удео члана друштва који иступа постаје сопствени удео друштва;
2. висину накнаде коју је друштво у обавези да исплати члану друштва који иступа;
3. рок за исплату накнаде из тачке 2) овог става;
4. установљавање залоге у корист члана друштва који иступа на сопственом уделу друштва из тачке 1) овог става, ако је тужилац то захтевао и ако суд нађе да је то нужно и оправдано ради обезбеђења исплате накнаде из тачке 2) овог става.

Накнаду из става 2. овог члана суд ће одредити према тржишној вредности удела члана друштва који иступа на дан подношења тужбе, али не мање од сразмерног дела вредности нето имовине друштва који одговара учешћу удела тог члана у основном капиталу друштва на дан подношења тужбе, осим ако је други начин одређивања те накнаде предвиђен оснивачким актом.
Рок из става 2. овог члана суд ће одредити узимајући у обзир финансијску ситуацију у којој се друштво налази и очекиване приходе друштва у редовном току пословања, с тим што тај рок не може бити дужи од две године од дана правноснажности пресуде, осим ако је оснивачким актом предвиђен дужи рок, али не дужи од пет година.
Суд пресуду о иступању из друштва по наступању правноснажности доставља регистру привредних субјеката ради регистрације престанка својства члана и регистрације сопственог удела друштва.
Даном регистрације престанка својства члана, члану друштва који је иступио престаје својство члана друштва.

### Поступак иступања
Члан друштва који жели да иступи из друштва, на основу Закона о привредним друштвима, члан 189, дужан је да о томе достави писани захтев друштву, о којем одлучује скупштина.
Тај захтев садржи нарочито:
- разлоге иступања;
- износ који се захтева од друштва на име накнаде за удео;
- рок у коме се захтева исплата накнаде за удео, осим ако је тај рок одређен оснивачким актом.

Скупштина је дужна да донесе одлуку о захтеву у року од 60 дана од дана пријема и да у истом року о томе обавести члана друштва који иступа, а у супротном сматраће се да је захтев усвојен у целини.
Скупштина може само усвојити или одбити овај захтев у целини.
Одлука се доноси обичном већином гласова свих чланова друштва, осим ако је оснивачким актом предвиђена већа већина.
Удео члана друштва који је иступио из друштва постаје сопствени удео друштва.
Иступање члана из друштва и стицање сопственог удела региструје се у складу са законом о регистрацији.

## Искључење

### Искључење члана одлуком скупштине
Скупштина чланова друштва са ограниченом одговорношћу одлуку о искључењу члана друштва доноси двотрећинском већином преосталих чланова друштва, осим ако је оснивачким актом одређена друга већина (Закон о привредним друштвима, члан 195). Скупштина може да покрене поступак искључења члана друштва из друштва са ограниченом одговорношћу, ако он не испуњава обавезе утврђене уговором о оснивању друштва или из других оправданих разлога.
Дакле, то не мора бити само не уплата улога - када се мора оставити накнадни рок, и то свим члановима под истим условима због принципа равноправности чланова, што не дира принцип забране одгађања извршења обавеза чланова друштва, након чега би се могла подићи и тужба за „уплату улога“, па и кад је реч о улогу у стварима и правима - већ и неизвршавање других обавеза:
- клаузула конкуренције,
- клаузула сукоба интереса,
- обавеза додатних улога и сл.

Овим се уводи систем судског искључења члана друштва, уместо система искључења одлуком скупштине чланова ранијег Закона о предузећима (члан 388, Закона о предузећима). Одлука скупштине чланова о искључењу члана из друштва јесте извршење одлуке суда о искључењу и не може бити конститутивне природе, у смислу Закона о привредним друштвима.
Искључењем члана друштва, удео тог члана друштва постаје сопствени удео друштва, а искључени члан нема право на накнаду за свој удео.

### Искључење члана одлуком суда
Друштво може тужбом коју подноси надлежном суду захтевати искључење члана друштва, на основу Закона о привредним друштвима, члан 196, из разлога одређених оснивачким актом или из других оправданих разлога, а нарочито ако члан друштва:
1. намерно или грубом непажњом проузрокује штету друштву;
2. не извршава посебне дужности према друштву прописане овим законом или оснивачким актом;
3. својим радњама или пропуштањем, противно оснивачком акту, закону или добрим пословним обичајима, спречава или у значајној мери отежава пословање друштва.

Тужбу за искључење члана друштва из друштва са ограниченом одговорношћу подноси само друштво или било који члан друштва (независно од процента основног капитала који поседује или заступа). По овој тужби , суд може „ако нађе да је то нужно и оправдано“ суспендовати право гласа члана друштва чије се искључење тражи, а може суспендовати и друга права тог члана (чак и имовинска - нпр. исплату привремених дивиденди и слично).
Тужба за искључење члана друштва може се поднети у року од 180 дана од дана сазнања за разлог за искључење, а најкасније три године од настанка разлога за искључење.
Искључењем члана друштва удео тог члана друштва постаје сопствени удео друштва.
У ранијем Закону о предузећима, у систему вансудског искључења члана друштва са ограниченом одговорношћу из друштва, стајало је изричито решење о искључењу таквог права гласа (члан 149, Закона о привредним друштвима).
Овим се умањује значај досадашњег питања у пракси о могућности мањинског члана да искључи већинског члана из друштва, будући да се то евентуално (мада смо склонији супротном ставу да мањинског члана треба штитити путем права тог члана, а не суспензијом права гласа већинског члана) може десити у покренутом судском поступку (као врста привремене мере), али не и вансудском одлуком скупштине чланова друштва са ограниченом одговорношћу. Друштво с ограниченом одговорношћу има право на накнаду штете проузроковане искључењем члана, акао је до тога дошло кривицом члана друштва.

## Последице иступања и искључења
Члан друштва који иступа из друштва, као и искључени члан друштва, овим престаје бити члан друштва и има право на накнаду процењене вредности свог удела. Чланство у друштву престаје доношењем правноснажне судске одлуке о искључењу или иступању, односно даном доношења одлуке о иступању, ако спор о оправданости разлога иступања није покренут. 
Накнада вредности удела члана друштва са ограниченом одговорношћу који иступа из друштва, или је искључен из друштва, не може се вршити супротно правилима закона о ограничењима плаћања.
Закон о привредним друштвима дозвољава пребијање потраживања друштва са ограниченом одговорношћу по основу проузроковања штете друштву искључењем из друштва из оправданих разлога, или иступањем из друштва без постојања оправданог разлога, са потраживањем таквог члана друштва по основу накнаде вредности свог удела.